# اپلبورن
اپلبورن (به آلمانی: Eppelborn) یک شهر در آلمان است که در نوین کیرشن واقع شده‌است. اپلبورن ۱۷٬۹۰۸ نفر جمعیت دارد.

## خواهرخوانده
شهرهای فینستروالده، Outreau، رئالمونته و کفر تابور خواهرخوانده‌های اپلبورن هستند.